# 소렐 카라딘

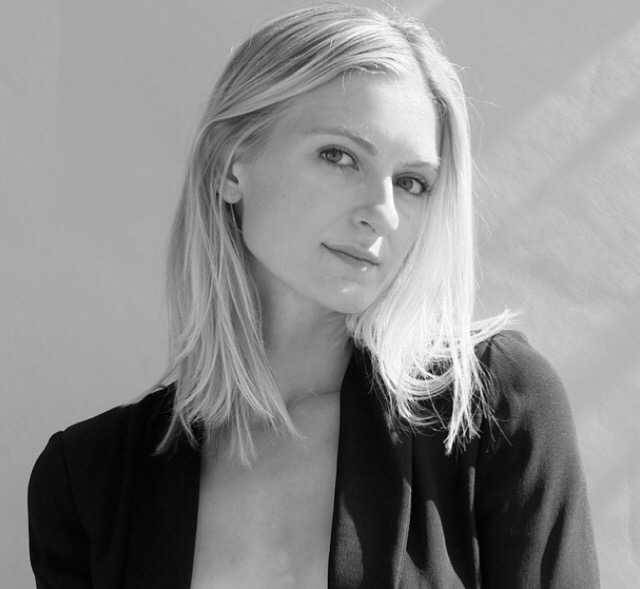

서렐 캐러딘(Sorel Johannah Carradine, 영어 발음: /səˈrɛl/, 1985년 6월 18일 ~ )은 미국의 배우이다. 배우 키스 캐러딘의 딸이다.
로스앤젤레스에서 태어났다.

## 출연 작품

### 영화
- 굿 닥터 (2011)
- Wake in Fear (2016)